# 中島淳一 (官僚)
中島 淳一（なかじま じゅんいち、1962年〈昭和37年〉11月26日 - ）は、日本の大蔵・金融官僚。

## 人物
神奈川県出身。神奈川県立湘南高等学校卒業。後藤芳光ソフトバンクグループCFOは2、3年生のクラスの同級生。1985年、東京大学工学部計数工学科卒業。国家公務員採用上級甲種試験（数学）合格後、大蔵省入省。銀行局総務課配属。
2018年7月17日、金融庁総合政策局総括審議官。
2019年7月5日、金融庁企画市場局長。
2020年7月20日、金融庁総合政策局長。
2021年7月8日、金融庁長官。理科系の学部学科の出身の者が金融庁長官に就任する例としては中島が初めてである。2023年7月4日、退官。

## 経歴
- 1985年03月31日：東京大学工学部計数工学科卒業
- 1985年04月01日：大蔵省入省。銀行局総務課配属
- 1986年09月00：大蔵省銀行局特別金融課
- 1987年04月00：大蔵省大臣官房調査企画課
- 1988年07月00：大蔵省主計局調査課調査第一係長
- 1990年07月10日：古川税務署長[13]
- 1991年07月10日：経済企画庁調査局内国調査第一課専門調査官[14][1]
- 1992年07月00：経済企画庁調査局内国調査第一課主査[1]
- 1993年07月00：名古屋国税局総務部総務課長[1]
- 1994年06月00：国税庁長官官房付（ハーバード大学留学）[1]
- 1995年0000：ハーバード大学ハーバード・ケネディ・スクールより修士（行政学）の学位を取得[15][16][17]
- 1995年06月00：大蔵省大臣官房文書課課長補佐（審査）[18]
- 1997年07月00：大蔵省銀行局中小金融課課長補佐（総括、ノンバンク）[18]
- 1998年06月00：大蔵省金融企画局信用課課長補佐（総括）[18]
- 1999年07月00：大蔵省金融企画局企画課課長補佐（総括、企画）[18]
- 2000年07月04日：金融再生委員会委員長秘書官事務取扱[19]
- 2000年12月05日：金融再生委員会事務局総務課課長補佐[20]
- 2001年01月06日：金融庁総務企画局総務課課長補佐[1]
- 2001年07月10日：金融庁総務企画局総務課企画官、（併）総務企画局総務課総括企画官[21][1]
- 2002年07月12日：金融庁総務企画局企画課企画官、（併）総務企画局信用課保険企画室長[22][1]
- 2003年07月18日：日本貿易振興会バンクーバー事務所長[23][1]
- 2003年10月01日：独立行政法人日本貿易振興機構バンクーバー事務所長
- 2006年07月28日：総務省人事・恩給局参事官（給与担当）[24][25][1]
- 2008年07月04日：財務省理財局国債業務課長[26][27]
- 2010年07月09日：財務省理財局国債企画課長[28]
- 2011年07月14日：金融庁総務企画局政策課長、（併）総務企画局金融研究センター副センター長、（併）内閣府政策統括官（共生社会政策担当）付参事官（金融担当）[29][30][1]
- 2013年06月28日：金融庁総務企画局付[31][32]
- 2013年07月10日：金融庁総務企画局総務課長[33]
- 2014年07月04日：金融庁総務企画局参事官（信用担当）[34][1]
- 2015年07月00：金融庁総務企画局参事官（信用・調整担当）[1]
- 2016年06月17日：金融庁総務企画局審議官（サイバーセキュリティ・市場担当）[35][1]
- 2017年07月00：金融庁総務企画局審議官（サイバーセキュリティ・市場・官房担当）[1]
- 2018年07月17日：金融庁総合政策局総括審議官（併）内閣府大臣官房審議官（共生社会政策担当）[36][1]
- 2019年04月00：金融庁総合政策局総括審議官、（併）内閣府大臣官房審議官（共生社会政策担当）、（併）金融庁総合政策局公文書監理官[1]
- 2019年07月05日：金融庁企画市場局長[37]
- 2020年07月20日：金融庁総合政策局長[10]
- 2021年07月08日：金融庁長官[38]
- 2023年07月04日：退職
- 2024年01月00：岩田合同法律事務所特別顧問[39]
- 2024年03月00：KPMG税理士法人特別顧問、KPMGジャパンシニアアドバイザーに[40]

## 同期
大蔵省入省同期に、
- 藤井健志（内閣官房副長官補）
- 中尾睦（元内閣官房TPP等政府対策本部国内調整統括官）
- 森田宗男（元金融国際審議官）
- 矢野康治（元財務事務次官）
- 岡村健司（元財務官）
- 野島透（元九州財務局長）
- 可部哲生（元国税庁長官）
- 川嶋真（元独立行政法人造幣局理事長）
- 岸本浩（独立行政法人国立印刷局理事長）
- 岡本直之（元国土交通省政策統括官）
- 中井徳太郎（元環境事務次官）
- 小部春美（元政策研究大学院大学教授）
- 田中秀明（明治大学専任教授）

などがいる。